# Robert Deblander
Robert Deblander (Paris 20e, 22 janvier 1924 - Cosne-Cours-sur-Loire, 6 mai 2010) est un céramiste et potier français, l'un des chefs de file de la renaissance du grès de l'après guerre.

## Biographie
Robert Deblander a pratiqué la faïence de 1949 à 1957 puis a adopté le grès.
Il s'est installé à Saint-Amand-en-Puisaye en 1962 et y a travaillé depuis lors.
Jusqu'en 1975, ses récipients se font sculpturaux, la matière est mise en avant via l'utilisation d'une argile additionnée de pyrites et colorée par la cuisson au four à bois. Les années 1975 à 1990 sont celles des vases de porcelaine émaillés monochromes, aux lignes pures, aux glaçures mates ou satinées. Une quatrième période, jusqu'au début des années 2000, voit les surfaces de ses pièces s'animer de graphismes libres.
Il a consacré ses dernières années à des recherches inspirées des "chawan", bols japonais destinés à la cérémonie du thé.